# Szovjet és orosz hajók tervszám szerinti listája
Az szovjet és orosz hajók tervszám szerinti listája azokat az ismert szovjet vagy orosz gyártmányú hadihajó osztályokat tartalmazza, amelyek tervszámot kaptak. Ahol ismert, ott az osztály orosz neve és NATO-kódja is szerepel.
1936-tól kezdve minden szovjet hajó terve egy sorozatosan növekvő számot kapott, akár megépült, akár nem. Az 1-es tervszám a Leningrad (NATO) osztályú nehézrombolókat jelöli. Az első tengeralattjáró a 6-os tervszámú Dekabrist (NATO) osztály. A tervszám utótagja (A, B stb.) az áttervezést jelöli, az M a módosított, az U pedig a továbbfejlesztett (ulucssennij) változatokat.
| Tervszám                                     | Szovjet-orosz kódnév | NATO-kód              | Megjegyzés                                                                         |
| -------------------------------------------- | -------------------- | --------------------- | ---------------------------------------------------------------------------------- |
| 1-es tervszámú nehézromboló                  |                      | Leningrad             | I. sorozat                                                                         |
| 2-es tervszámú őrhajó                        |                      | Uragan I              | I. és III. sorozat                                                                 |
| 3-as tervszámú őrhajó                        |                      | T-201                 |                                                                                    |
| 4-es tervszámú őrhajó                        |                      | Uragan II             | II. sorozata                                                                       |
| 5-ös tervszámú uszály                        |                      | Toplivo I             |                                                                                    |
| 6-os tervszámú tengeralattjáró               |                      | Dekabrist             |                                                                                    |
| 7-es tervszámú romboló                       |                      | Gnevny                |                                                                                    |
| 7U tervszámú romboló                         |                      | Soobrazitelny         |                                                                                    |
| 9-es tervszámú tengeralattjáró               | S osztály            |                       |                                                                                    |
| 13K tervszámú daru                           |                      |                       |                                                                                    |
| 13M tervszámú őrhajó                         |                      |                       |                                                                                    |
| 19-es tervszámú őrhajó                       |                      |                       | NKVD számára, törölték                                                             |
| 20-as tervszámú uszály                       |                      |                       |                                                                                    |
| 20-I tervszámú nehézromboló                  |                      | Tashkent              |                                                                                    |
| 21-es tervszámú csatahajó                    |                      |                       | 35 000 tonnás, Nelson osztályhoz hasonló                                           |
| 22-es tervszámú nehézcirkáló                 |                      |                       | 1939-ben törölték                                                                  |
| 23-as tervszámú csatahajó                    |                      | Sovyetskiy Soyuz      |                                                                                    |
| 23bisz tervszámú csatahajó                   |                      |                       |                                                                                    |
| 23NU tervszámú csatahajó                     |                      |                       |                                                                                    |
| 24-es tervszámú csatahajó                    |                      |                       |                                                                                    |
| 25-ös tervszámú csatahajó                    |                      |                       | 30 900 tonnás                                                                      |
| 26-os tervszámú könnyűcirkáló                |                      | Kirov                 |                                                                                    |
| 26bisz tervszámú könnyűcirkáló               |                      |                       |                                                                                    |
| 26bisz2 tervszámú könnyűcirkáló              |                      |                       |                                                                                    |
| 28-as tervszámú teherszállító                |                      |                       |                                                                                    |
| 29-es tervszámú őrhajó                       |                      | Yastreb               |                                                                                    |
| 29K tervszámú őrhajó                         |                      | Yastreb               | a második világháború után készült el                                              |
| 30-as tervszámú romboló                      |                      | Ognevoy               |                                                                                    |
| 30K tervszámú romboló                        |                      | Ognevoy               | a második világháború után készült el                                              |
| 30bisz tervszámú romboló                     |                      | Skoryy                |                                                                                    |
| 31-es tervszámú romboló                      |                      | Skoryy                |                                                                                    |
| 33-as tervszámú rakétacirkáló                |                      | Kirov                 | modernizálása                                                                      |
| 34-es tervszámú romboló                      |                      | Skoryy                | 31-es tervszám modernizálása                                                       |
| 35-ös tervszámú őrhajó                       |                      | Mirka I               |                                                                                    |
| 35M tervszámú őrhajó                         |                      | Mirka II              |                                                                                    |
| 36-os tervszámú romboló                      |                      |                       |                                                                                    |
| 37-es tervszámú romboló                      |                      |                       |                                                                                    |
| 38-as tervszámú nehézromboló                 |                      | Leningrad             |                                                                                    |
| 39-es tervszámú őrhajó                       |                      |                       |                                                                                    |
| 40-es tervszámú tengeralattjáró              |                      |                       |                                                                                    |
| 40-es tervszámú romboló                      |                      |                       | 1944-ben törölték                                                                  |
| 41-es tervszámú romboló                      |                      | Neustrashimyy         |                                                                                    |
| 42-es tervszámú őrhajó                       |                      | Kola                  | NKVD                                                                               |
| 43-as tervszámú őrhajó                       |                      |                       |                                                                                    |
| 45-ös tervszámú romboló                      |                      | Opitnyy               | , kísérleti                                                                        |
| 47-es tervszámú romboló                      |                      |                       | 4500 tonnás                                                                        |
| 48-as tervszámú nehézromboló                 |                      | Tashkent              | 38-as tervszám módosítása                                                          |
| 50-es tervszámú őrhajó                       |                      | Riga                  |                                                                                    |
| 52-es tervszámú jégtörő                      |                      | Purga                 | őrhajó                                                                             |
| 53-as tervszámú aknaszedő                    |                      | T-1                   |                                                                                    |
| 56-os tervszámú romboló                      |                      | Kotiln                |                                                                                    |
| 56A tervszámú romboló                        |                      | Kotiln                | 56 módosítása                                                                      |
| 56EM tervszámú rakétaromboló                 |                      | Kildin                | prototípus                                                                         |
| 56M tervszámú rakétaromboló                  |                      | Kildin                | 56EM módosítása                                                                    |
| 57-es tervszámú rakétaromboló                |                      |                       | meg nem épült prototípus, az 56-os tervszám méreteivel                             |
| 57bisz tervszámú rakétaromboló               |                      | Krupny                |                                                                                    |
| 57A tervszámú rakétaromboló                  |                      | Kanin                 |                                                                                    |
| 58-as tervszámú rakétacirkáló                | Groznyij             | Kynda                 |                                                                                    |
| 58bisz tervszámú kiképzőhajó                 |                      |                       | 53U tervszám kiképző változata                                                     |
| 59-es tervszámú aknaszedő                    |                      | T-250                 |                                                                                    |
| 60-as tervszámú aknaszedő                    |                      |                       | partmenti                                                                          |
| 61-es tervszámú romboló                      |                      | Kashin                |                                                                                    |
| 61M tervszámú romboló                        |                      | Kashin                | 61-es tervszám módosítása                                                          |
| 61ME tervszámú rakétaromboló                 |                      | Kashin Mod            |                                                                                    |
| 62-es tervszámú radarnaszád                  |                      |                       | Nem készült el                                                                     |
| 63-as tervszámú rakétacirkáló                |                      |                       | nukleáris meghajtású                                                               |
| 64-es tervszámú csatahajó                    |                      |                       |                                                                                    |
| 64-es tervszámú könnyűcirkáló                |                      |                       | 68bisz tervszám tervezett módosítása                                               |
| 65-ös tervszámú cirkáló                      |                      |                       |                                                                                    |
| 67-es tervszámú könnyűcirkáló                |                      |                       | 68bisz tervszám tervezett módosítása                                               |
| 67EP tervszámú könnyűcirkáló                 |                      |                       |                                                                                    |
| 67SI tervszámú könnyűcirkáló                 |                      |                       |                                                                                    |
| 68-as tervszámú könnyűcirkáló                |                      |                       |                                                                                    |
| 68K tervszámú könnyűcirkáló                  | Csapajev             | Chapayev              |                                                                                    |
| 68bisz tervszámú könnyűcirkáló               |                      | Sverdlov              |                                                                                    |
| 69-es tervszámú csatacirkáló                 |                      | Kronshtadt            |                                                                                    |
| 70E tervszámú rakétacirkáló                  |                      | Sverdlov              | 68bisz tervszám módosítása                                                         |
| 71-es tervszámú repülőgép-hordozó            |                      |                       | 1940-ben törölték                                                                  |
| 72-es tervszámú repülőgép-hordozó            |                      |                       |                                                                                    |
| 73-as tervszámú aknaszedő                    |                      |                       | Tervezett 73K felszerelése 100 mm-es ágyúkkal                                      |
| 73K tervszámú aknaszedő                      |                      |                       |                                                                                    |
| 75-ös tervszámú cirkáló                      |                      |                       |                                                                                    |
| 80-as tervszámú tengeralattjáró              |                      |                       |                                                                                    |
| 80-as tervszámú partraszálló hajó            |                      |                       | Tervezett, szárnyashajó                                                            |
| 81-es tervszámú rakétacirkáló                |                      |                       |                                                                                    |
| 82-es tervszámú csatacirkáló                 |                      | Stalingrad            |                                                                                    |
| 83-as tervszámú nehézcirkáló                 |                      |                       | volt Lützow                                                                        |
| 84-es tervszámú könnyűcirkáló                |                      |                       |                                                                                    |
| 85-ös tervszámú repülőgép-hordozó            |                      |                       |                                                                                    |
| 95-ös tervszámú tengeralattjáró              |                      |                       | M-401, egyetlen példány                                                            |
| 96-os tervszámú tengeralattjáró              | M osztály            |                       | VI, VI-bisz és XII sorozat, 53 db                                                  |
| 96M tervszámú tengeralattjáró                | M osztály            |                       | XV sorozat, a második világháború után készültek el                                |
| 97-es tervszámú tengeralattjáró              |                      |                       |                                                                                    |
| 97-es tervszámú jégtörő                      | Dobrinyja Nyikityics | Ivan Susanin          |                                                                                    |
| 97AP/2 tervszámú jégtörő                     | Dobrinyja Nyikityics | Ivan Susanin          | módosítása                                                                         |
| 97P tervszámú jégtörő                        | Iván Szuszanin       | Ivan Susanin          |                                                                                    |
| 99-es tervszámú tengeralattjáró              |                      |                       | aknarakó                                                                           |
| 101-es tervszámú tengeralattjáró             |                      |                       |                                                                                    |
| 103-as tervszámú aknaszedő                   |                      |                       | Nem önjáró                                                                         |
| 105-ös tervszámú tengeralattjáró             |                      |                       |                                                                                    |
| 106-os tervszámú tengeralattjáró             |                      |                       |                                                                                    |
| 106-os tervszámú partraszálló hajó           |                      | Vydra                 |                                                                                    |
| 106K tervszámú partraszálló hajó             | Szajgak              | Vydra                 |                                                                                    |
| 110-es tervszámú légpárnás hajó              | Argo                 |                       |                                                                                    |
| 122bisz tervszámú őrhajó                     |                      | Kronshtadt            |                                                                                    |
| 122A tervszámú romboló                       |                      | Artillerist           |                                                                                    |
| 123-as tervszámú torpedónaszád               | Komszomoljec         |                       |                                                                                    |
| 125-ös tervszámú torpedónaszád               |                      |                       |                                                                                    |
| 130-as tervszámú demagnetizáló hajó          |                      | Bereza                |                                                                                    |
| 133-as tervszámú őrhajó                      | Antaresz             | Muravey               | szárnyashajó                                                                       |
| 133.1M tervszámú korvett                     |                      | Parchim III           |                                                                                    |
| 133.2 tervszámú korvett                      |                      | Parchim II            |                                                                                    |
| 138-as tervszámú őrhajó                      |                      |                       |                                                                                    |
| 141-es tervszámú segédhajó                   |                      | Kashtan               |                                                                                    |
| 145-ös tervszámú segédhajó                   | Szura                |                       |                                                                                    |
| 151-es tervszámú aknaszedő                   |                      |                       | folyami aknaszedő                                                                  |
| 152-es tervszámú őrhajó                      |                      |                       |                                                                                    |
| 159-es tervszámú fregatt                     |                      | Petya                 |                                                                                    |
| 160-as tervszámú őrhajó                      |                      |                       |                                                                                    |
| 160-as tervszámú tartályhajó                 |                      | Altay                 |                                                                                    |
| 161-es tervszámú őrhajó                      |                      |                       |                                                                                    |
| 163-as tervszámú torpedónaszád               |                      |                       |                                                                                    |
| 164-es tervszámú őrhajó                      |                      |                       |                                                                                    |
| 174-es tervszámú őrhajó                      | MO-4                 |                       |                                                                                    |
| 183-as tervszámú torpedónaszád               | P 6                  |                       |                                                                                    |
| 183T tervszámú torpedónaszád                 | P 8                  |                       |                                                                                    |
| 183TK tervszámú torpedónaszád                | P 10                 |                       |                                                                                    |
| 183R tervszámú rakétanaszád                  |                      | Komar                 |                                                                                    |
| 184-es tervszámú torpedónaszád               |                      |                       |                                                                                    |
| 184R tervszámú rakétanaszád                  |                      |                       | 184-es tervszám rakétavetős változata, nem készült el                              |
| 185-ös tervszámú partraszálló hajó           |                      |                       |                                                                                    |
| 186-os tervszámú ágyúnaszád                  |                      |                       |                                                                                    |
| 188-as tervszámú partraszálló hajó           |                      |                       |                                                                                    |
| 189-es tervszámú partraszálló hajó           |                      |                       |                                                                                    |
| 191-es tervszámú ágyúnaszád                  |                      |                       |                                                                                    |
| 192-es tervszámú ágyúnaszád                  |                      |                       |                                                                                    |
| 194-es tervszámú őrhajó                      |                      |                       |                                                                                    |
| 199-es tervszámú őrhajó                      |                      |                       |                                                                                    |
| 200-as tervszámú torpedónaszád               |                      |                       |                                                                                    |
| 201-es tervszámú őrhajó                      |                      | SO1                   |                                                                                    |
| 204-es tervszámú korvett                     |                      | Poti                  |                                                                                    |
| 205-ös tervszámú rakétanaszád                | Moszkit              | Osa I                 | P-15 / P-15T Termi rakétákkal                                                      |
| 205E tervszámú rakétanaszád                  | Moszkit              |                       | P-25 rakétákkal és elülső hidrplánnal                                              |
| 205Cs tervszámú rakétanaszád                 | Moszkit              |                       | 400 Hz-es elektromos rendszerrel                                                   |
| 205U tervszámú rakétanaszád                  | Moszkit              | Osa II                | P-15U rakétákkal                                                                   |
| 205ER tervszámú rakétanaszád                 | Moszkit              |                       | 205U tervszám export változata                                                     |
| 205mod tervszámú rakétanaszád                | Moszkit              |                       | P-15M rakétákkal                                                                   |
| 205P tervszámú korvett                       | Tarantul             | Stenka                | (nem ugyanaz a Tarantul, mint az 1241-es tervszám)                                 |
| 205PE tervszámú ágyúnaszád                   |                      | Slepen                |                                                                                    |
| 206-os tervszámú torpedónaszád               | Storm                | Shershen              |                                                                                    |
| 206E tervszámú torpedónaszád                 |                      | Mol                   | 206-os tervszám exportváltozata                                                    |
| 206M tervszámú torpedónaszád                 | Storm                | Turya                 | módosítása                                                                         |
| 206MR tervszámú rakétanaszád                 | Vihr                 | Matka                 |                                                                                    |
| 2065-ös tervszámú őrhajó                     | Vihr-III             | Bogomol               |                                                                                    |
| 2066-os tervszámú rakétanaszád               | Vihr                 |                       | H-35 (GRAU 3M24) rakétákkal                                                        |
| 253-as tervszámú aknaszedő                   |                      |                       |                                                                                    |
| 254-es tervszámú aknaszedő                   |                      | T43                   | 1946                                                                               |
| 254K tervszámú aknaszedő                     |                      | T44                   | 1952; MT-2 aknaszedő                                                               |
| 254M tervszámú aknaszedő                     |                      | T45                   | 1955; felújított vízibomba-vető, 25mm gépágyú                                      |
| 254A tervszámú aknaszedő                     |                      | T46                   | 1957; ABC-fegyverek elleni védelem                                                 |
| 254PGR tervszámú őrhajó                      |                      | T47                   | 254-es tervszám radaros őrhajó változata                                           |
| 255-ös tervszámú aknaszedő                   |                      | T-301                 |                                                                                    |
| 255B tervszámú vontatóhajó                   |                      |                       | 255-ös tervszám polgári változata                                                  |
| 257-es tervszámú aknaszedő                   |                      | Vanya                 | 1960-1973                                                                          |
| 257DM tervszámú aknaszedő                    |                      |                       | 1960-as évek közepétől                                                             |
| 258-as tervszámú aknaszedő                   |                      | T58                   | 254-es tervszám továbbfejlesztése                                                  |
| 259-es tervszámú aknaszedő                   |                      |                       |                                                                                    |
| 263-as tervszámú aknaszedő                   |                      |                       |                                                                                    |
| 264-es tervszámú őrhajó                      |                      |                       | 258-as tervszám radaros őrhajó változata                                           |
| 265-ös tervszámú aknaszedő                   |                      | Sasha                 |                                                                                    |
| 266-os tervszámú aknaszedő                   | Rubin                | Yurka                 |                                                                                    |
| 266M tervszámú aknaszedő                     | Akvamarin            | Natya I               |                                                                                    |
| 266DB tervszámú aknaszedő                    | Akvamarin            | Natya II              | módosítása                                                                         |
| 2668-as tervszámú aknaszedő                  | Agát                 | Natya II              |                                                                                    |
| 300-as tervszámú úszó hajójavító             |                      | Oskol I               |                                                                                    |
| 301T tervszámú úszó hajójavító               |                      | Oskol II              |                                                                                    |
| 303-as tervszámú úszó hajójavító             |                      | Oskol Mod             |                                                                                    |
| 304-es tervszámú úszó hajójavító             |                      | Amur                  |                                                                                    |
| 304M tervszámú úszó hajójavító               |                      | Amur II               |                                                                                    |
| 305-ös tervszámú villanyerőmű                |                      | Tomba                 |                                                                                    |
| 306-os tervszámú partraszálló hajó           |                      |                       | tervezett                                                                          |
| 3078S tervszámú mentőhajó                    |                      |                       |                                                                                    |
| 310-es tervszámú ellátóhajó                  | Batur                | Don                   |                                                                                    |
| 3160-as tervszámú hajó                       | Raptor               |                       |                                                                                    |
| 314-es tervszámú ellátóhajó                  |                      |                       |                                                                                    |
| 315-ös tervszámú villanyerőmű                |                      |                       | Nem önjáró uszály                                                                  |
| 317-es tervszámú aknarakó                    |                      | Alesha                |                                                                                    |
| 322-es tervszámú aknaszedő                   |                      |                       |                                                                                    |
| 323-as tervszámú rakétaműszaki bázishajó     |                      | Lama                  |                                                                                    |
| 323B tervszámú rakétaműszaki bázishajó       |                      |                       | ballisztikus rakéták támogatásához                                                 |
| 3322-es tervszámú kutatóhajó                 |                      |                       | 183-as tervszám radiológiai adatgyűjtő változata                                   |
| 347A tervszámú mentőcsónak                   | Fregat               |                       |                                                                                    |
| 3473-as tervszámú mentőcsónak                | Fregat               |                       |                                                                                    |
| 355-ös tervszámú aknarakó                    |                      |                       | vízrajzi hajókká átalakítva 1960-ban                                               |
| 357-es tervszámú futárhajó                   |                      |                       | 122bisz tervszám fegyver nélküli változata, képzési és hírszerzési célokkal        |
| 360-as tervszámú őrhajó                      |                      |                       |                                                                                    |
| 364-es tervszámú tűzoltóhajó                 |                      | Pozharny I            |                                                                                    |
| 370-es tervszámú őrhajó                      |                      |                       |                                                                                    |
| 376U tervszámú kiképzőhajó                   | Jaroszlavec          | PO-2                  |                                                                                    |
| 379-es tervszámú motorcsónak                 |                      |                       |                                                                                    |
| 383-as tervszámú tüzérségi célhajó           |                      |                       | 183-as tervszám távirányítású célhajó változata (1949-1956, 14 db)                 |
| 384-es tervszámú tüzérségi célhajó           |                      |                       | 183-as tervszám távirányítású célhajó változata (1956, 10 db)                      |
| 388M tervszámú aknaszedő                     |                      |                       |                                                                                    |
| 393A tervszámú hírszerzőhajó                 |                      | Mirniyy               |                                                                                    |
| 394B tervszámú hírszerzőhajó                 |                      | Primor'ye             |                                                                                    |
| 4024-es tervszámú őrhajó                     | Afalina              |                       |                                                                                    |
| 411B tervszámú uszály                        |                      |                       |                                                                                    |
| 424-es tervszámú tűzoltóhajó                 |                      |                       |                                                                                    |
| 431-es tervszámú uszály                      |                      |                       |                                                                                    |
| 437N tervszámú tartályhajó                   |                      | Khobi                 |                                                                                    |
| 442-es tervszámú aknaszedő                   |                      |                       | uszály, nem önjáró                                                                 |
| 450-es tervszámú partraszálló hajó           |                      |                       |                                                                                    |
| 456-os tervszámú őrhajó                      | Kolhoznyica          |                       |                                                                                    |
| 498-as tervszámú vontatóhajó                 | Protej               | Protey                |                                                                                    |
| 4983-as tervszámú vontatóhajó                | Zujd                 | Protey                |                                                                                    |
| 502-es tervszámú korvett                     |                      |                       |                                                                                    |
| 502R tervszámú hűtőhajó                      |                      |                       |                                                                                    |
| 503-as tervszámú korvett                     |                      | Alpinist              |                                                                                    |
| 503R tervszámú hírszerzőhajó                 |                      | Alpinist              |                                                                                    |
| 503M tervszámú őrhajó                        |                      | Alpinist              |                                                                                    |
| 513M tervszámú mérőhajó                      |                      |                       | 254-es tervszám hidroakusztikus mérőhajó változata                                 |
| 514-es tervszámú mérőhajó                    |                      |                       |                                                                                    |
| 522-es tervszámú mentőhajó                   |                      | Niryat                |                                                                                    |
| 527-es tervszámú mentőhajó                   |                      | Prut                  |                                                                                    |
| 530-as tervszámú mentőhajó                   |                      | Nepa                  |                                                                                    |
| 532-es tervszámú mentőhajó                   |                      | Valdai                |                                                                                    |
| 535-ös tervszámú mentőhajó                   |                      | Yelva                 |                                                                                    |
| 536-os tervszámú kutatóhajó                  | Pionyir Moszkvi      |                       |                                                                                    |
| 5360-as tervszámú mentőhajó                  |                      | Mikhail Rudnitsky     |                                                                                    |
| 5361-es tervszámú mentőhajó                  |                      | Mikhail Rudnitsky     |                                                                                    |
| 537-es tervszámú mentőhajó                   | Oszminyog            | Elbrus                |                                                                                    |
| 5430-as tervszámú mentőhajó                  |                      | Gindukush             | Nem épült meg, 1996-ban szétbontották a félkész hajótestet                         |
| 550-es tervszámú ellátóhajó                  |                      | Amguema               |                                                                                    |
| 561-es tervszámú ellátóhajó                  |                      | Voda                  |                                                                                    |
| 563-as tervszámú tartályhajó                 |                      | Kazbek                |                                                                                    |
| 563S tervszámú mentőhajó                     |                      | Goryn                 |                                                                                    |
| 572-es tervszámú aknaszedő                   |                      | MS-6                  |                                                                                    |
| 577-es tervszámú tartályhajó                 |                      | Uda                   |                                                                                    |
| 581MA tervszámú ellátóhajó                   |                      |                       | Nem önjáró uszály                                                                  |
| 593-as tervszámú segédhajó                   |                      |                       | Volgográd utasszállítóból 1989-ben átalakított tartalékos bevetésirányítás         |
| 596P tervszámú mentőhajó                     |                      | Vytegrales            |                                                                                    |
| 601-es tervszámú tengeralattjáró             |                      | Golf III              |                                                                                    |
| 602-es tervszámú tengeralattjáró             |                      |                       |                                                                                    |
| 604-es tervszámú tengeralattjáró             |                      |                       |                                                                                    |
| 605-ös tervszámú tengeralattjáró             |                      | Golf IV               |                                                                                    |
| 606-os tervszámú tengeralattjáró             |                      |                       | kísérleti zsebtengeralattjáró                                                      |
| 606bisz tervszámú tengeralattjáró            |                      |                       | zsebtengeralattjáró                                                                |
| 607-es tervszámú tengeralattjáró             |                      |                       |                                                                                    |
| 608-as tervszámú tengeralattjáró             |                      |                       | 614-es tervszámot megelőző, elvetett terv                                          |
| 608I tervszámú tengeralattjáró               |                      |                       |                                                                                    |
| 610-es tervszámú tengeralattjáró             |                      |                       | zsebtengeralattjáró                                                                |
| 611-es tervszámú tengeralattjáró             |                      | Zulu                  |                                                                                    |
| 612-es tervszámú tengeralattjáró             |                      |                       |                                                                                    |
| 613-as tervszámú tengeralattjáró             |                      | Whiskey               |                                                                                    |
| 614-es tervszámú tengeralattjáró             |                      |                       | XXI típusú német tengeralattjáró másolata                                          |
| 615-ös tervszámú tengeralattjáró             |                      | Quebec                |                                                                                    |
| 616-os tervszámú tengeralattjáró             |                      |                       |                                                                                    |
| 617-es tervszámú tengeralattjáró             |                      | Whale                 |                                                                                    |
| 619-es tervszámú tengeralattjáró             |                      | Golf V                |                                                                                    |
| 624-es tervszámú tengeralattjáró             |                      |                       |                                                                                    |
| 627-es tervszámú tengeralattjáró             | Kit                  | November              |                                                                                    |
| 627A tervszámú tengeralattjáró               |                      | November              |                                                                                    |
| 629-es tervszámú tengeralattjáró             |                      | Golf I                |                                                                                    |
| 629B tervszámú tengeralattjáró               |                      | Golf I                | K-229                                                                              |
| 629A tervszámú tengeralattjáró               |                      | Golf II               |                                                                                    |
| 629R tervszámú tengeralattjáró               |                      | Golf SSQ              | K-61, B-42 és K-107 bevetésirányítási módosítása                                   |
| 633-as tervszámú tengeralattjáró             |                      | Romeo                 |                                                                                    |
| 636-os tervszámú tengeralattjáró             | Varsavjanka          | Kilo                  |                                                                                    |
| 637-es tervszámú tengeralattjáró             |                      |                       |                                                                                    |
| 640-es tervszámú tengeralattjáró             |                      | Whiskey               |                                                                                    |
| 641-es tervszámú tengeralattjáró             |                      | Foxtrot               |                                                                                    |
| 641B tervszámú tengeralattjáró               | Szom                 | Tango                 |                                                                                    |
| 644-es tervszámú tengeralattjáró             |                      | Whiskey Twin Cylinder | 613-as tervszám módosítása                                                         |
| 645-ös tervszámú tengeralattjáró             |                      |                       | K-27, folyékony fém hűtésű VT-1 reaktor. Egyetlen NATO-kód nélküli tengeralattjáró |
| 647-es tervszámú tengeralattjáró             |                      | Whale                 | 617-es tervszám tervezett változata                                                |
| 648-as tervszámú tengeralattjáró             |                      |                       | tervezett aknarakó, csapatszállító tengeralattjáró                                 |
| 651-es tervszámú tengeralattjáró             |                      | Juliett               |                                                                                    |
| 654-es tervszámú tengeralattjáró             |                      |                       | Közép-hatótávolságú, 1600 tonnás                                                   |
| 655-ös tervszámú tengeralattjáró             |                      | Whiskey               |                                                                                    |
| 658-as tervszámú tengeralattjáró             |                      | Hotel I               |                                                                                    |
| 658M tervszámú tengeralattjáró               |                      | Hotel II              |                                                                                    |
| 659-es tervszámú tengeralattjáró             |                      | Echo I                |                                                                                    |
| 659T tervszámú tengeralattjáró               |                      | Echo I                |                                                                                    |
| 661-es tervszámú tengeralattjáró             | Ancsar               | Papa                  | K-162 (1978. után K-222)                                                           |
| 664-es tervszámú tengeralattjáró             |                      |                       | nem épült meg, nukleáris meghajtású aknarakó                                       |
| 665-ös tervszámú tengeralattjáró             |                      | Whiskey Long Bin      | 613-as tervszám módosítása                                                         |
| 667A tervszámú tengeralattjáró               | Navaga               | Yankee I              |                                                                                    |
| 667AM tervszámú tengeralattjáró              | Navaga-M             | Yankee II             |                                                                                    |
| 667AT tervszámú tengeralattjáró              | Grusa                | Yankee Notch          |                                                                                    |
| 667M tervszámú tengeralattjáró               | Androméda            | Yankee Sidecar        |                                                                                    |
| 667AU tervszámú tengeralattjáró              | Nalim                | Yankee I és II        |                                                                                    |
| 667B tervszámú tengeralattjáró               | Muréna               | Delta I               |                                                                                    |
| 667BD tervszámú tengeralattjáró              | Muréna-M             | Delta II              |                                                                                    |
| 667BDR tervszámú tengeralattjáró             | Kalimar              | Delta III             |                                                                                    |
| 667BDRM tervszámú tengeralattjáró            | Delifin              | Delta IV              |                                                                                    |
| 670-es tervszámú tengeralattjáró             | Szkat                | Charlie I             |                                                                                    |
| 670M tervszámú tengeralattjáró               | Csajka               | Charlie II            |                                                                                    |
| 671-es tervszámú tengeralattjáró             | Jors                 | Victor I              |                                                                                    |
| 671RT tervszámú tengeralattjáró              | Szjomga              | Victor II             |                                                                                    |
| 671RTM tervszámú tengeralattjáró             | Scsuka               | Victor III            |                                                                                    |
| 675-ös tervszámú tengeralattjáró             |                      | Echo II               |                                                                                    |
| 677-es tervszámú tengeralattjáró             | Lada                 | Lada                  |                                                                                    |
| 678-as tervszámú tengeralattjáró             |                      | X-Ray                 |                                                                                    |
| 685-ös tervszámú tengeralattjáró             | Plavnyik             | Mike                  | K-278 Komszomoljec                                                                 |
| 690-es tervszámú tengeralattjáró             | Kefal                | Bravo                 |                                                                                    |
| 697TB tervszámú aknaszedő                    |                      |                       |                                                                                    |
| 699-es tervszámú aknaszedő                   |                      | Vanya                 | 257-es tervszám módosítása                                                         |
| 701-es tervszámú tengeralattjáró             |                      | Hotel                 |                                                                                    |
| 705-ös tervszámú tengeralattjáró             | Lira                 | Alfa                  |                                                                                    |
| 712-es tervszámú vontatóhajó                 |                      | Silva                 |                                                                                    |
| 714-es tervszámú vontatóhajó                 |                      | Goryn                 |                                                                                    |
| 717-es tervszámú tengeralattjáró             |                      |                       | csapatszállító, aknarakó                                                           |
| 722-es tervszámú utasszállító                |                      | Bryza                 |                                                                                    |
| 730-as tervszámú vontatóhajó                 | Roszlavl             |                       |                                                                                    |
| 733-as tervszámú vontatóhajó                 |                      | Okhtenskiy            |                                                                                    |
| 733S tervszámú mentőhajó                     |                      | Okhtenskiy            | 733-as tervszám módosítása mentőhajóvá                                             |
| 737-es tervszámú vontatóhajó                 |                      | Sidehole              |                                                                                    |
| 740-es tervszámú teherszállító               |                      | Yunny Partizan        |                                                                                    |
| 745-ös tervszámú vontatóhajó                 |                      | Sorum                 |                                                                                    |
| 748-as tervszámú tengeralattjáró             |                      |                       | csapatszállító                                                                     |
| 770-es tervszámú partraszálló hajó           |                      | Polnoczny-A           |                                                                                    |
| 771-es tervszámú partraszálló hajó           |                      | Polnoczny-B           |                                                                                    |
| 772U tervszámú kiképzőhajó                   |                      | Bryza                 |                                                                                    |
| 773-as tervszámú partraszálló hajó           |                      | Polnoczny-C           |                                                                                    |
| 773U tervszámú partraszálló hajó             |                      | Polnoczny-D           |                                                                                    |
| 775-ös tervszámú partraszálló hajó           |                      | Ropucha I             |                                                                                    |
| 775M tervszámú partraszálló hajó             |                      | Ropucha II            |                                                                                    |
| 776-os tervszámú partraszálló hajó           |                      | Polnoczny-C           |                                                                                    |
| 778-as tervszámú partraszálló hajó           |                      |                       | nem épült meg                                                                      |
| 782-es tervszámú szárazdokk                  |                      |                       |                                                                                    |
| 810-es tervszámú őrhajó                      |                      |                       | Holland gyártású, Clyde I Rijke B.V.                                               |
| 823-as tervszámú szárazdokk                  |                      |                       |                                                                                    |
| 839-es tervszámú aknaszedő                   |                      |                       | Nem önjáró uszály                                                                  |
| 850-es tervszámú kutatóhajó                  |                      | Nikolay Zubov         |                                                                                    |
| 852-es tervszámú kutatóhajó                  |                      | Akademik Krylov       |                                                                                    |
| 860-as tervszámú kutatóhajó                  |                      | Samara                |                                                                                    |
| 861-es tervszámú kutatóhajó                  |                      | Moma                  |                                                                                    |
| 861M tervszámú hírszerzőhajó                 |                      | Moma                  |                                                                                    |
| 862-es tervszámú kutatóhajó                  |                      | Yug                   |                                                                                    |
| 862.1 tervszámú hírszerzőhajó                |                      | Yug                   |                                                                                    |
| 862.2 tervszámú hírszerzőhajó                |                      | Yug                   |                                                                                    |
| 864-es tervszámú felderítő hajó              | Merigyian            | Vishnya               |                                                                                    |
| 865-ös tervszámú tengeralattjáró             | Piranja              | Losos                 | MS-520 és MS-521 zsebtengeralattjárók                                              |
| 870-es tervszámú kutatóhajó                  |                      | Kamenka               |                                                                                    |
| 871-es tervszámú kutatóhajó                  |                      | Biya                  |                                                                                    |
| 872-es tervszámú ellátóhajó                  |                      | Finik                 |                                                                                    |
| 873-as tervszámú kutatóhajó                  |                      | Sibiryakov            |                                                                                    |
| 877-es tervszámú tengeralattjáró             |                      | Kilo                  |                                                                                    |
| 888R tervszámú kiképzőhajó                   |                      | Wodnik II             |                                                                                    |
| 885-ös tervszámú tengeralattjáró             | Jaszeny              | Severodvinsk          |                                                                                    |
| 887-es tervszámú kiképzőhajó                 |                      | Smolnyy               |                                                                                    |
| 903-as tervszámú ekranoplán                  | Luny                 | Duck                  |                                                                                    |
| 904-es tervszámú ekranoplán                  | Orljonok             | Orlan                 |                                                                                    |
| 907-es tervszámú tengeralattjáró             | Triton-1M            |                       |                                                                                    |
| 908-as tervszámú tengeralattjáró             | Triton-2             |                       |                                                                                    |
| 911V tervszámú vontatóhajó                   |                      |                       |                                                                                    |
| 931-es tervszámú tartályhajó                 |                      | Nercha                |                                                                                    |
| 935-ös tervszámú tengeralattjáró             | Borej                |                       |                                                                                    |
| 940-es tervszámú tengeralattjáró             | Lenok                | India                 |                                                                                    |
| 941-es tervszámú tengeralattjáró             | Akula                | Typhoon               |                                                                                    |
| 945-ös tervszámú tengeralattjáró             | Barrakuda            | Sierra I              |                                                                                    |
| 945A tervszámú tengeralattjáró               | Kondor               | Sierra II             |                                                                                    |
| 945AB tervszámú tengeralattjáró              | Mars                 | Sierra III            |                                                                                    |
| 946A tervszámú ellátóhajó                    |                      |                       |                                                                                    |
| 949-es tervszámú tengeralattjáró             | Granyit              | Oscar I               |                                                                                    |
| 949A tervszámú tengeralattjáró               | Antej                | Oscar II              |                                                                                    |
| 949U tervszámú tengeralattjáró               | Atlant               | Oscar II              | tervezett                                                                          |
| 955-ös tervszámú tengeralattjáró             | Borej                | Borei I               |                                                                                    |
| 955A tervszámú tengeralattjáró               | Borej                | Borei II              |                                                                                    |
| 956-os tervszámú romboló                     | Szarics              | Sovremenny            |                                                                                    |
| 959-es tervszámú őrhajó                      | Oko                  | T58 Mod               | 264-es tervszámú aknaszedő tervezett radaros őrhajó utóda                          |
| 963-as tervszámú őrhajó                      |                      | T58 Mod               | 264-es tervszámú aknaszedő radaros őrhajó utóda                                    |
| 964-es tervszámú teherszállító               |                      | Andizhan Mod          |                                                                                    |
| 971-es tervszámú tengeralattjáró             | Szcsuka-B            | Akula I               |                                                                                    |
| 971I tervszámú tengeralattjáró               | Szcsuka-B            | Akula I Improved      |                                                                                    |
| 971U tervszámú tengeralattjáró               | Szcsuka-B            | Akula II              | K-157 Vepr                                                                         |
| 971M tervszámú tengeralattjáró               | Szcsuka-B            | Akula II              | K–335 Gepard                                                                       |
| 977.0 tervszámú tengeralattjáró              |                      | Yankee Pod            | Szonár tesztelésre használt tengeralattjáró                                        |
| 978.0 tervszámú tengeralattjáró              |                      | Yankee Stretch        | Ellátó tengeralattjáró                                                             |
| 1015-ös tervszámú tengeralattjáró            | Piksa-2              |                       | Önjáró 971-es tervszám kutató modell                                               |
| 10221-es tervszámú kutatóhajó                |                      | Kamchatka             |                                                                                    |
| 10410-es tervszámú őrhajó                    | Szvetljak            | Svetlyak              |                                                                                    |
| 10411-es tervszámú őrhajó                    |                      | Svetlyak              |                                                                                    |
| 10412-es tervszámú őrhajó                    |                      | Svetlyak              |                                                                                    |
| 1075-ös tervszámú aknaszedő                  |                      | Lida                  |                                                                                    |
| 1112-es tervszámú kábelfektető hajó          |                      | Klazma                |                                                                                    |
| 1123-as tervszámú cirkáló                    | Kondor               | Moskva                | Tengeralattjáró elhárító helikopter-hordozó                                        |
| 1124-es tervszámú ágyúnaszád                 |                      |                       |                                                                                    |
| 1124K tervszámú korvett                      | Albatrosz            | Grisha IV             |                                                                                    |
| 1124-es tervszámú korvett                    | Albatrosz            | Grisha I              |                                                                                    |
| 1124P tervszámú korvett                      | Albatrosz            | Grisha II             |                                                                                    |
| 1124M tervszámú korvett                      | Albatrosz            | Grisha III            |                                                                                    |
| 1124ME tervszámú korvett                     | Albatrosz            | Grisha V              |                                                                                    |
| 1125-ös tervszámú ágyúnaszád                 |                      |                       |                                                                                    |
| 1128-as tervszámú hírszerzőhajó              |                      | Sibir                 | adatgyűjtő hajó                                                                    |
| 1129-es tervszámú hírszerzőhajó              |                      | Sibir                 | adatátjátszó hajó                                                                  |
| 1130-as tervszámú hírszerzőhajó              |                      | Desna                 |                                                                                    |
| 1131-es tervszámú könnyűcirkáló              |                      |                       | 68bisz tervszám tervezett módosítása                                               |
| 1134-es tervszámú rakétacirkáló              | Berkut               | Kresta I              |                                                                                    |
| 1134A tervszámú rakétacirkáló                | Berkut-A             | Kresta II             |                                                                                    |
| 1134B tervszámú rakétacirkáló                | Berkut-B             | Kara                  |                                                                                    |
| 1135-ös tervszámú fregatt                    | Burjevesztyik        | Krivak I              |                                                                                    |
| 1135M tervszámú fregatt                      | Burjevesztyik-M      | Krivak II             |                                                                                    |
| 11351-es tervszámú fregatt                   | Nyerej               | Krivak III            |                                                                                    |
| 11352-es tervszámú fregatt                   | Legkij               | Krivak IV             |                                                                                    |
| 11355-ös tervszámú fregatt                   | Nyerej               | Krivak III            |                                                                                    |
| 11356-os tervszámú fregatt                   | Talwar               | Admiral Grigorovich   |                                                                                    |
| 11411-es tervszámú korvett                   | Szokol               | Babochka              |                                                                                    |
| 1143-as tervszámú repülőgép-hordozó cirkáló  | Krecset              | Kiev                  |                                                                                    |
| 11434-es tervszámú repülőgép-hordozó cirkáló |                      | Kiev Mod              | Egyetlen példánya a Baku                                                           |
| 11435-ös tervszámú repülőgép-hordozó cirkáló | Admiral Kuznyecov    | Kuznetsov             |                                                                                    |
| 11437-es tervszámú repülőgép-hordozó cirkáló | Uljanovszk           |                       |                                                                                    |
| 1144-es tervszámú csatacirkáló               | Orlan                | Kirov                 | Kirov                                                                              |
| 11442-es tervszámú csatacirkáló              | Orlan                | Kirov Mod             | Frunze, Kalinyin, Jurij Andropov, Kuznyecov                                        |
| 11451-es tervszámú korvett                   | Szokol-2             | Mukha                 |                                                                                    |
| 11510-es tervszámú tartályhajó               |                      | Belyanka              |                                                                                    |
| 11540-es tervszámú fregatt                   | Jasztreb             | Neustrashimyy         |                                                                                    |
| 1153-as tervszámú repülőgép-hordozó          | Orjol                |                       | 1976                                                                               |
| 1155-ös tervszámú romboló                    | Fregat               | Udaloy I              |                                                                                    |
| 11551-es tervszámú romboló                   | Fregat-II            | Udaloy II             |                                                                                    |
| 11570-es tervszámú ellátóhajó                | Szadkó               | Aleksandr Brykin      |                                                                                    |
| 1159-es tervszámú fregatt                    | Jaguár               | Koni                  |                                                                                    |
| 1160-as tervszámú repülőgép-hordozó          | Orjol                |                       | 1969                                                                               |
| 1164-es tervszámú rakétacirkáló              | Atlant               | Slava                 | Az 1144-es tervszám kisebb, hagyományos meghajtású változata                       |
| 11660-as tervszámú fregatt                   |                      |                       |                                                                                    |
| 11661-es tervszámú fregatt                   | Gepard               | Gepard                |                                                                                    |
| 1171-es tervszámú partraszálló hajó          | Tapir                | Alligator             |                                                                                    |
| 11711-es tervszámú partraszálló hajó         |                      | Ivan Gren             |                                                                                    |
| 1172-es tervszámú kábelfektető hajó          |                      | Emba                  |                                                                                    |
| 1174-es tervszámú partraszálló hajó          | Noszorog             | Ivan Rogov            |                                                                                    |
| 1175-ös tervszámú kábelfektető hajó          |                      | Biryusa               |                                                                                    |
| 1175-ös tervszámú vontatóhajó                |                      |                       | SS-9, SS-33 (1959-1990)                                                            |
| 1176-os tervszámú partraszálló hajó          | Akula                | Ondatra               |                                                                                    |
| 1177-es tervszámú partraszálló hajó          |                      | Serna                 |                                                                                    |
| 11770-es tervszámú partraszálló hajó         |                      | Serna                 |                                                                                    |
| 11810-es tervszámú hírszerzőhajó             |                      |                       | Polgári használatú kompnak fejezték be az építését                                 |
| 1190-es tervszámú folyami hadihajó           | Haszán               | Khasan                |                                                                                    |
| 11980-as tervszámú mentőhajó                 |                      |                       |                                                                                    |
| 1204-es tervszámú folyami hadihajó           | Smel                 | Shmel                 |                                                                                    |
| 1205-ös tervszámú légpárnás hajó             | Szkat                | Gus                   |                                                                                    |
| 1206-os tervszámú légpárnás hajó             | Kalmár               | Lebed                 |                                                                                    |
| 12061-es tervszámú légpárnás hajó            | Muréna               | Tsaplya               |                                                                                    |
| 12061E tervszámú légpárnás hajó              | Muréna               | Tsaplya               | rakétavető nélküli export változat                                                 |
| 1206T tervszámú légpárnás hajó               | Kalmár               | Pelikan               | aknaszedő                                                                          |
| 1207-es tervszámú őrhajó                     | Pelikan              |                       |                                                                                    |
| 1208-as tervszámú őrhajó                     | Szlepeny             | Yaz                   |                                                                                    |
| 1209-es tervszámú légpárnás hajó             | Omár                 | Utenok                |                                                                                    |
| 12130-as tervszámú őrhajó                    | Ogonjok              | Ogonek                |                                                                                    |
| 12150-es tervszámú őrhajó                    | Manguszt             | Mangust               |                                                                                    |
| 1221-es tervszámú uszály                     |                      |                       |                                                                                    |
| 12550-es tervszámú aknaszedő                 | Oniksz               |                       | folyami aknaszedő, nem épült meg                                                   |
| 12255-ös tervszámú aknaszedő                 | Lazurit              |                       |                                                                                    |
| 12200-as tervszámú őrhajó                    | Szobol               | Sobol                 |                                                                                    |
| 12300-as tervszámú korvett                   | Skorpio              |                       |                                                                                    |
| 12321-es tervszámú légpárnás hajó            | Dzsejran             | Aist                  |                                                                                    |
| 12322-es tervszámú légpárnás hajó            | Zubr                 | Pomornik              |                                                                                    |
| 1234-es tervszámú korvett                    | Ovod                 | Nanuchka I            |                                                                                    |
| 1234E tervszámú korvett                      | Ovod-E               | Nanuchka II           |                                                                                    |
| 12341-es tervszámú korvett                   | Ovod-1               | Nanuchka III          |                                                                                    |
| 12342-es tervszámú korvett                   | Ovod-2               | Nanuchka IV           |                                                                                    |
| 12347-es tervszámú korvett                   |                      | Nanuchka V            |                                                                                    |
| 1236-os tervszámú kiképzőhajó                | Sztend               |                       |                                                                                    |
| 1238-as tervszámú légpárnás hajó             | Kaszatka             | Kasatka               |                                                                                    |
| 1239-es tervszámú légpárnás hajó             | Szivucs              | Bora                  |                                                                                    |
| 1240-es tervszámú rakétás naszád             | Uragan               | Sarancha              | Hordszárnyas gyorsnaszád. Az MRK–5 volt az egyetlen megépített példány.            |
| 1241-es tervszámú korvett                    | Molnyija             | Tarantul I            |                                                                                    |
| 1241PE tervszámú korvett                     |                      | Pauk                  |                                                                                    |
| 12411RZ tervszámú korvett                    | Molnyija M           | Tarantul III          |                                                                                    |
| 12412-es tervszámú korvett                   | Molnyija-2           | Pauk                  |                                                                                    |
| 12416-os tervszámú korvett                   | Molnyija             | Pauk                  | nem épült meg                                                                      |
| 12421-es tervszámú rakétanaszád              |                      |                       |                                                                                    |
| 1248-as tervszámú őrhajó                     | Moszkit              | Vosh                  |                                                                                    |
| 1249-es tervszámú őrhajó                     |                      | Piyavka               |                                                                                    |
| 1252-es tervszámú aknaszedő                  | Izumrum              | Zhenya                |                                                                                    |
| 1253-as tervszámú aknaszedő                  | Almaz                |                       |                                                                                    |
| 1253A tervszámú aknaszedő                    | Almaz-A              |                       |                                                                                    |
| 12531-es tervszámú aknaszedő                 | Almaz-1              |                       |                                                                                    |
| 1253V tervszámú aknaszedő                    | Ametyiszt            | Vanya                 | 257-es tervszám módosítása                                                         |
| 1256-os tervszámú aknaszedő                  | Topaz                | Andryusha             |                                                                                    |
| 1258-as tervszámú aknaszedő                  | Korund               | Yevgenya              |                                                                                    |
| 1258E tervszámú aknaszedő                    | Korund-E             | Yevgenya              |                                                                                    |
| 1259-es tervszámú aknaszedő                  | Malahit              | Olya                  |                                                                                    |
| 12592-es tervszámú aknaszedő                 | Malahit-2            | Olya                  |                                                                                    |
| 1265-ös tervszámú aknaszedő                  | Jahont               | Sonya                 |                                                                                    |
| 12660-as tervszámú aknaszedő                 | Rubin                | Gorya                 |                                                                                    |
| 12700-as tervszámú aknaszedő                 | Alekszandrit         | Alexandrit            |                                                                                    |
| 1274-es tervszámú kábelfektető hajó          |                      | Klazma                |                                                                                    |
| 1275-ös tervszámú kábelfektető hajó          |                      | Biryusa               |                                                                                    |
| 12821-es tervszámú aknaszedő                 |                      |                       | halászhajóból átalakítva                                                           |
| 12884-es tervszámú hírszerzőhajó             |                      | Kamchatka Mod         |                                                                                    |
| 1326-os tervszámú őrhajó                     | Bisztrij             | Ribnadzor IV          |                                                                                    |
| 1328-as tervszámú aknaszedő                  |                      |                       |                                                                                    |
| 1330-as tervszámú halvédelmi hajó            |                      |                       |                                                                                    |
| 13000-es tervszámú aknaszedő                 | Cselnok              |                       | folyami aknaszedő                                                                  |
| 1331M tervszámú korvett                      |                      | Parchim               |                                                                                    |
| 1332-es tervszámú aknaszedő                  |                      |                       |                                                                                    |
| 1338P tervszámú aknaszedő                    |                      |                       |                                                                                    |
| 13560-as tervszámú szárazdokk                |                      |                       |                                                                                    |
| 1360-as tervszámú őrhajó                     |                      | Chaika                |                                                                                    |
| 1388M tervszámú jacht                        |                      |                       |                                                                                    |
| 13897-es tervszámú őrhajó                    | Bojec                | Boyets                |                                                                                    |
| 1398-as tervszámú őrhajó                     | Ajszt                | Aist                  |                                                                                    |
| 1400-as tervszámú őrhajó                     | Grif                 | Zhuk                  |                                                                                    |
| 14010-es tervszámú mentőhajó                 |                      | Gagara                |                                                                                    |
| 14081-es tervszámú őrhajó                    | Szaygak              |                       |                                                                                    |
| 14083-as tervszámú őrhajó                    | Musztang-1           |                       |                                                                                    |
| 14084-es tervszámú őrhajó                    | Musztang-2           |                       |                                                                                    |
| 14101-es tervszámú őrhajó                    | Csibisz-2            |                       |                                                                                    |
| 14157-es tervszámú mentőhajó                 |                      |                       |                                                                                    |
| 14170-es tervszámú őrhajó                    | Terrier              | Terrier               |                                                                                    |
| 14230-as tervszámú őrhajó                    | Szokzsoj             |                       |                                                                                    |
| 14310-es tervszámú őrhajó                    | Mirázs               | Mirage                |                                                                                    |
| 1437-es tervszámú őrhajó                     |                      |                       |                                                                                    |
| 1452-es tervszámú vontatóhajó                |                      | Ingul                 |                                                                                    |
| 1453-as tervszámú vontatóhajó                |                      | Ingul                 |                                                                                    |
| 1454-es tervszámú kísérleti hajó             |                      | Sorum Mod             |                                                                                    |
| 14611-es tervszámú tűzoltóhajó               | Gerakl               | Morkov                |                                                                                    |
| 14613-as tervszámú tűzoltóhajó               | Gerakl               | Mars                  |                                                                                    |
| 14660-as tervszámú őrhajó                    | Barsz                |                       |                                                                                    |
| 14670-es tervszámú őrhajó                    | Gurzuf               |                       |                                                                                    |
| 1481-es tervszámú uszály                     | Evoron               | Bis                   |                                                                                    |
| 1496-os tervszámú vontatóhajó                | Karadag              |                       |                                                                                    |
| 1496M tervszámú őrhajó                       | Morzs                |                       |                                                                                    |
| 15010-es tervszámú ellátóhajó                |                      |                       |                                                                                    |
| 1541-es tervszámú tartályhajó                |                      | Luza                  | rakéta hajtóanyag                                                                  |
| 1545-ös tervszámú tartályhajó                |                      | Baskunchak            | víz                                                                                |
| 1549-es tervszámú tartályhajó                |                      | Manych                | víz                                                                                |
| 1559B tervszámú tartályhajó                  | Morszkoj prosztor    | Boris Chilikin        |                                                                                    |
| 1595-ös tervszámú teherszállító              | Pevek                | Neon Antonov          |                                                                                    |
| 16570-es tervszámú vontatóhajó               |                      | Khoper                |                                                                                    |
| 1660-as tervszámú teherszállító              | Kizsi                |                       |                                                                                    |
| 16601-es tervszámú teherszállító             |                      |                       |                                                                                    |
| 16604-es tervszámú tartályhajó               |                      |                       |                                                                                    |
| 16607-es tervszámú tartályhajó               |                      |                       |                                                                                    |
| 16900A tervszámú uszály                      |                      | Kanin                 |                                                                                    |
| 16931-es tervszámú ellátóhajó                | Kolosz               |                       |                                                                                    |
| 1710-es tervszámú tengeralattjáró            | Makrel               | Beluga                |                                                                                    |
| 1741-es tervszámú vontatóhajó                | Ob                   |                       |                                                                                    |
| 1760-as tervszámú szárazdokk                 |                      |                       |                                                                                    |
| 1780-as tervszámú szárazdokk                 |                      | Shilka                |                                                                                    |
| 1783A tervszámú tartályhajó                  |                      | Vala                  |                                                                                    |
| 1785-ös tervszámú partraszálló hajó          |                      |                       |                                                                                    |
| 1791-es tervszámú teherszállító              | Kalmar               | Amga                  |                                                                                    |
| 1799-es tervszámú demagnetizáló hajó         | Globusz              | Pelym                 |                                                                                    |
| 1806-os tervszámú kutatóhajó                 | Zvuk                 | Onega                 |                                                                                    |
| 1823-as tervszámú teherszállító              |                      | Muna                  |                                                                                    |
| 1824-es tervszámú teherszállító              |                      | Muna                  |                                                                                    |
| 1826-os tervszámú hírszerzőhajó              | Rubigyij             | Balzam                |                                                                                    |
| 1832-es tervszámú tengeralattjáró            | Pojszk-2             |                       | távirányított                                                                      |
| 1837-es tervszámú tengeralattjáró            |                      |                       | mentőtengeralattjáró                                                               |
| 1839-es tervszámú tengeralattjáró            |                      |                       |                                                                                    |
| 18392-es tervszámú tengeralattjáró           |                      |                       | 1839-es tervszám módosítása                                                        |
| 1840-es tervszámú tengeralattjáró            |                      | Lima                  |                                                                                    |
| 1851-es tervszámú tengeralattjáró            |                      | X-Ray                 |                                                                                    |
| 18511-es tervszámú tengeralattjáró           |                      | X-Ray                 |                                                                                    |
| 1855-ös tervszámú tengeralattjáró            | Priz                 | Priz                  | távirányított                                                                      |
| 1859-es tervszámú ellátóhajó                 |                      | Berezina              |                                                                                    |
| 18602P tervszámú őrhajó                      | Orlan-M              |                       |                                                                                    |
| 18623-as tervszámú őrhajó                    | Musztang-2           | Mustang II            |                                                                                    |
| 18627-es tervszámú őrhajó                    | Musztang             | Mustang               |                                                                                    |
| 18800-as tervszámú légpárnás hajó            | Gepard               |                       |                                                                                    |
| 18802-es tervszámú légpárnás hajó            | Puma                 |                       |                                                                                    |
| 1886-os tervszámú ellátóhajó                 |                      | Urga                  |                                                                                    |
| 1893-as tervszámú tűzoltóhajó                | Plamja               | Katun I               |                                                                                    |
| 1906-os tervszámú tengeralattjáró            | Pojszk-6             |                       |                                                                                    |
| 1908-as tervszámú mérőhajó                   |                      |                       | Akademik Szergej Koroljov                                                          |
| 1909-es tervszámú mérőhajó                   |                      |                       | Kozmonaut Jurij Gagarin                                                            |
| 10831-es tervszámú tengeralattjáró           |                      |                       | 10830-as tervszám tervezett módosítása                                             |
| 1910-es tervszámú tengeralattjáró            | Kasalot              | Uniform               |                                                                                    |
| 1914-es tervszámú mérőhajó                   | Zodiak               | Marshal Nedelin       |                                                                                    |
| 19141-es tervszámú mérőhajó                  | Zodiak               | Marshal Krylov        |                                                                                    |
| 1917-es tervszámú mérőhajó                   |                      |                       | Kozmonaut Vlagyimir Komarov                                                        |
| 1918-as tervszámú teherszállító              |                      | Vytegrales            |                                                                                    |
| 1941-es tervszámú hírszerzőhajó              | Titan                | Kapusta               |                                                                                    |
| 1993-as tervszámú tűzoltóhajó                | Ikar-2               | Katun II              |                                                                                    |
| 10750-es tervszámú aknaszedő                 | Szapfir              | Lida                  |                                                                                    |
| 16810-es tervszámú tengeralattjáró           | Rusz                 |                       | távirányított                                                                      |
| 16811-es tervszámú tengeralattjáró           | Konszul              |                       | távirányított                                                                      |
| 18270-es tervszámú tengeralattjáró           | Beszter              | Bester                |                                                                                    |
| 18271-es tervszámú tengeralattjáró           | Beszter-2            | Bester                |                                                                                    |
| 18280-as tervszámú hírszerzőhajó             |                      |                       | Jurij Ivanov és Ivan Hursz                                                         |
| 20120-as tervszámú tengeralattjáró           | Szarov               | Sarov                 | Egyetlen példány: B-90 Szarov                                                      |
| 20180-as tervszámú vontatóhajó               |                      |                       |                                                                                    |
| 2020-as tervszámú teherszállító              |                      | Malina                | nukleáris fűtőelem-szállító                                                        |
| 2030-as tervszámú vontatóhajó                |                      | Pamir                 |                                                                                    |
| 20351-es tervszámú korvett                   |                      |                       | 2035-ös tervszámú halászhajóból átalakítva                                         |
| 20380-as tervszámú korvett                   | Sztereguscsij        | Steregushchy          |                                                                                    |
| 20382-es tervszámú korvett                   | Tigr                 |                       | Sztereguscsij osztály export változata                                             |
| 20910-es tervszámú légpárnás hajó            | Csilim               | Czilim                |                                                                                    |
| 20990-es tervszámú őrhajó                    | Gornosztyaj          |                       |                                                                                    |
| 21270-es tervszámú jacht                     |                      |                       |                                                                                    |
| 21300S tervszámú mentőhajó                   | Delfin               |                       |                                                                                    |
| 21600-as tervszámú őrhajó                    | Hoszta               |                       |                                                                                    |
| 21630-as tervszámú korvett                   | Bujan                | Buyan                 |                                                                                    |
| 21631-es tervszámú korvett                   | Bujan-M              | Buyan                 |                                                                                    |
| 21820-as tervszámú partraszálló hajó         | Gyugony              | Dyugon                |                                                                                    |
| 21850-es tervszámú őrhajó                    | Csibisz              |                       |                                                                                    |
| 22870-es tervszámú mentőhajó                 |                      |                       |                                                                                    |
| 21956-os tervszámú romboló                   |                      |                       | tervezett                                                                          |
| 21960-as tervszámú őrhajó                    |                      |                       |                                                                                    |
| 21980-as tervszámú naszád                    | Gracsonyok           |                       |                                                                                    |
| 22100-as tervszámú őrhajó                    | Okean                |                       |                                                                                    |
| 22120-as tervszámú jégtörő                   | Purga                | Purga                 |                                                                                    |
| 22160-as tervszámú őrhajó                    |                      |                       | Építés alatt: Vaszilij Bijkov                                                      |
| 22240-es tervszámú naszád                    | Fregat               |                       |                                                                                    |
| 22350-es tervszámú fregatt                   |                      | Admiral Gorshkov      |                                                                                    |
| 22460-as tervszámú őrhajó                    | Ohotnyik             | Rubin                 |                                                                                    |
| 23040-es tervszámú mentőhajó                 |                      |                       |                                                                                    |
| 23130-as tervszámú tartályhajó               |                      | Academician Pashin    |                                                                                    |
| 23370-es tervszámú mentőhajó                 |                      |                       |                                                                                    |
| 2980-as tervszámú mentőhajó                  |                      |                       |                                                                                    |
| 82270PR tervszámú őrhajó                     | Transzal             |                       |                                                                                    |
| 82270TO tervszámú őrhajó                     | Boec                 |                       |                                                                                    |
| A-202 tervszámú vontatóhajó                  |                      | Roslavl               |                                                                                    |
| B-92 tervszámú vontatóhajó                   |                      | Neftegaz              |                                                                                    |
| B-93 tervszámú kutatóhajó                    |                      | Academician Fersman   |                                                                                    |
| B-99 tervszámú vontatóhajó                   |                      | Iva                   |                                                                                    |
| B-320 tervszámú kórházhajó                   |                      | Ob                    |                                                                                    |